# Dannenberg (Allemagne)
Dannenberg est une ville de Basse-Saxe en Allemagne. Elle fait partie de l'arrondissement de Lüchow-Dannenberg. Le climat de Dannenberg est océanique et les étés sont tempérés. 

## Quartiers
- Prisser

## Jumelages
- Łask (Pologne) depuis 1999